# 赤萬縣
赤萬縣，北魏初置赤萬郡，後改縣，屬南秦州武階郡；北周省入覆津縣。故城在甘肅省武都縣東。

## 攷異
資治通鑒胡三省注，魏收志南秦州武階郡有赤土縣。